# Гордость и предубеждение (саундтрек, 2005)
«Го́рдость и предубежде́ние» (англ. Pride & Prejudice) — альбом саундтреков к кинофильму «Гордость и предубеждение» (2005 г.). Композитором выступил итальянец Дарио Марианелли, партии фортепиано исполнены французским пианистом Жаном Ивом Тибоде, также в записи принимал участие Английский камерный оркестр. Общая длительность треков составила 41 минуту 22 секунды.
В 2006 г. Марианелли был номинирован на премию «Оскар» за лучшую музыку к фильму, но премия досталась Густаво Сантаолалья за «Горбатую гору».
Трек «A Postcard To Henry Purcell» основан на музыкальном произведении Генри Пёрселла, также использовался британским композитором Бенджамином Бриттеном.

## Список композиций
| №   | Название                             | Длительность |
| --- | ------------------------------------ | ------------ |
| 1.  | «Dawn»                               | 2:40         |
| 2.  | «Stars and Butterflies»              | 2:01         |
| 3.  | «The Living Sculptures of Pemberley» | 3:03         |
| 4.  | «Meryton Townhall»                   | 1:14         |
| 5.  | «The Militia Marches In»             | 0:57         |
| 6.  | «Georgiana»                          | 1:37         |
| 7.  | «Arrival At Netherfield»             | 1:42         |
| 8.  | «A Postcard to Henry Purcell»        | 2:41         |
| 9.  | «Liz on Top of the World»            | 1:24         |
| 10. | «Leaving Netherfield»                | 1:43         |
| 11. | «Another Dance»                      | 1:15         |
| 12. | «The Secret Life of Daydreams»       | 1:56         |
| 13. | «Darcy's Letter»                     | 3:59         |
| 14. | «Can't Slow Down»                    | 1:11         |
| 15. | «Your Hands Are Cold»                | 5:25         |
| 16. | «Mrs. Darcy»                         | 3:47         |
| 17. | «Credits!»                           | 4:47         |